# Holman Endre
Holman Endre (Szegvár, 1954. szeptember 19. –) urológus, amatőr színész, író.

## Színészi pályafutása

### Filmjei
- Herkulesfürdői emlék (film), 1977
- Apám néhány boldog éve(wd), 1977

## Kitüntetései, elismerései
- Pro Urbe Kiskunhalas
- Szegvár díszpolgára (2016)
- Batthyány-Strattmann László-díj (2021)